# Deutsche Cadre-45/2-Meisterschaft 1929

Veranstaltungsort: Braunschweig

Die Deutsche Cadre-45/2-Meisterschaft 1929 war eine Billard-Turnierserie und fand vom 15. bis zum 17. März 1929 in Braunschweig zum elften Mal statt.

## Geschichte
Überlegen mit allen Turnierbestleistungen verteidigte der Aachener Carl Foerster seinen Deutschen Meistertitel. Bereits zum fünften Mal belegte Albert Herbing den zweiten Platz. Überraschend belegte der Düsseldorfer Georg Berrisch den dritten Platz. Seriensieger Albert Poensgen konnte erneut nicht teilnehmen.

## Turniermodus
Das ganze Turnier wurde im Round-Robin-System bis 400 Punkte ohne Nachstoß gespielt. Bei MP-Gleichstand wurde in folgender Reihenfolge gewertet:
1. MP = Matchpunkte
2. GD = Generaldurchschnitt
3. HS = Höchstserie

## Abschlusstabelle
| MP    | Match Points (Sieger = 2; Unentschieden = 1; Verlierer = 0) |
| Pkte. | Erzielte Karambolagen                                       |
| Aufn. | Benötigte Versuche                                          |
| GD    | Generaldurchschnitt                                         |
| BED   | Bester Einzeldurchschnitt eines Spielers                    |
| HS    | Höchstserie                                                 |
|       | Bester GD des Turniers                                      |
|       | Bester ED des Turniers                                      |
|       | Beste HS des Turniers                                       |
|       | 1. Platz (Gold)                                             |
|       | 2. Platz (Silber)                                           |
|       | 3. Platz (Bronze)                                           |

| Klassement                 | Klassement                  | Klassement | Klassement | Klassement | Klassement | Klassement | Klassement |
| Platz                      | Name                        | MP         | Pkte.      | Aufn.      | GD         | BED        | HS         |
| -------------------------- | --------------------------- | ---------- | ---------- | ---------- | ---------- | ---------- | ---------- |
| 1                          | Carl Foerster (Aachen)      | 10:0       | 2000       | 121        | 16,52      | 25,00      | 175        |
| 2                          | Albert Herbing (Hannover)   | 6:4        | 1768       | 141        | 12,53      | 17,39      | 85         |
| 3                          | Georg Berrisch (Düsseldorf) | 6:4        | 1747       | 220        | 7,94       | 8,88       | 50         |
| 4                          | Alfred Jauch (Hamburg)      | 4:6        | 1644       | 158        | 10,40      | 14,81      | 88         |
| 5                          | Walter Feller (Elberfeld)   | 4:6        | 1537       | 168        | 9,14       | 11,42      | 75         |
| 6                          | Karl Kredel (Köln)          | 0:10       | 1517       | 184        | 8,24       | –          | 54         |
| Turnierdurchschnitt: 10,29 |                             |            |            |            |            |            |            |